# Циганке (ТВ серија)
Циганке (шп. Gitanas) мексичко-америчка је теленовела, продукцијске куће Телемундо, снимана током 2004. и 2005.
У Србији је емитована 2005. на Трећем каналу РТС-а.

## Синопсис
Циганка Јованка враћа се под окриље свога племена, две деценије након што га је напустила. Рекла је збогом својој циганској породици након што су је одвојили од богаташа Рафаела Домингеза, човека кога је волела. Повезани мрачном тајном, Рафаелова мајка Викторија и Циганин Драго на превару су раставили тада младе љубавнике. Јованка је у иностранству родила Рафаелову кћерку, али с обзиром на то да је желела да сакрије њен идентитет, усвојила је још две девојчице. На туђој земљи удала се за имућног Циганина, који је у међувремену преминуо и оставио јој огромно богатство.
Као поносна мајка трију кћери — Марије Саломе, Марије Магдалене и Марије Сашенке — она долази у рибарско сеоце Маларрибо, да би приствовала венчању свога оца, племенског старешине Вање и младе Миленке. Њен долазак оживеће причу о проклетству које је наводно бачено на село - годинама раније, једна млада Циганка повређена је и срце јој је сломљено, а од тада се готово ништа добро није догодило у селу. Када се Јованка закуне да ће своје богатство поделити мештанима оног дана када Рафаел Домингез умре, легенда о младој Циганки која је једног дана напустила своје племе и нестала без трага поново почиње да се препричава.
Не знајући да су њу и Рафаела раставиле сплетке, Јованка гаји дубоку мржњу према породици Домингез, али истовремено не може да се одупре привлачности коју осећа према Хуану, Рафаеловом рођеном брату, који је у добрим односима са циганским племеном. Иако свештеник, ни он није равнодушан према њој и растрзан је између намере да служи Богу и искушења које га обузима кад год угледа богату циганску удовицу.
Са друге стране, Јованкине кћери такође се суочавају са проблемима — Марија Сашенка настоји да буде највећа Циганка од свих, налазећи се растрзана између два мушкарца. Марија Магдалена жели да се образује и заљубљује се у младића који гаји мржњу према Циганима, због чега одлучује да га, преузимајући идентитет Францускиње Мишел, научи памети. Најзад, Марија Саломе заљубљује се у Рафаеловог сина Себастијана у ноћи пуног месеца, када на обали изводи ритуал желећи да промени своју судбину. Наиме, на њеном длану записано је да ће се заљубити у човека који није није њене расе и вере — човека који није Циганин…

## Улоге
| Глумац:               | Улога:                     |
| --------------------- | -------------------------- |
| Ана де ла Регера      | Марија Саломе              |
| Маноло Кардона        | Себастијан                 |
| Саул Лисазо           | Хуан Домингез              |
| Ерик Елијас           | Хонас                      |
| Саби Камалић          | Викторија Ламберт Домингез |
| Долорес Хередија      | Јованка                    |
| Маријана Гаја         | Марија Сашенка             |
| Карлос Торес Ториха   | Рафаел Домингез            |
| Карина Мора           | Марија Магдалена           |
| Гастон Мело           | Ескудеро                   |
| Габријела де ла Гарза | Сандра                     |
| Луиса Хуертас         | Паска                      |
| Кармен Мадрид         | Офелија                    |
| Итари Марта           | Миленка                    |
| Естебан Соберанес     | Родриго                    |
| Артуро Риос           | Драго                      |
| Мануел Балби          | Мирко                      |
| Пабло Лафите          | Јанко                      |
| Луис Герардо          | Клаудио                    |
| Маркос Тревино        | Вања                       |
| Елизабет Сервантес    | Ерендира Ламберт           |
| Чао                   | Бранко                     |
| Алваро Гереро         | Сантијаго                  |
| Химена Рубио          | Химена                     |
| Енрике Сингер         | Алфредо                    |
| Франсис Лаборијел     | Негро                      |
| Вероника Теран        | Адела                      |
| Алехандро Калва       | Лазло                      |
| Илеан Алмагер         | Камила                     |